# Cyphoma aureocinctum
Cyphoma aureocinctum är en snäckart som först beskrevs av Dall 1889.  Cyphoma aureocinctum ingår i släktet Cyphoma och familjen Ovulidae. Inga underarter finns listade i Catalogue of Life.